# Mistrzostwa Polski w Badmintonie 1991
27. Mistrzostwa Polski w badmintonie odbyły się w dniach 22-24 lutego 1991 roku w Suwałkach.

## Klasyfikacja medalowa
| Konkurencja:            | Złoto:                                                                  | Srebro:                                                             | Brąz: |
| gra pojedyncza kobiet   | Katarzyna Krasowska (Technik Głubczyce)                                 | Monika Lipińska (Wilga Garwolin)                                    | Beata Syta (Technik Głubczyce) Wioletta Wilk (Motus Koszalin)                                                                                          |
| gra pojedyncza mężczyzn | Jacek Hankiewicz (Polonez Warszawa)                                     | Adrian Bąk (Technik Głubczyce)                                      | Piotr Mazur (Technik Głubczyce) Dariusz Zięba (Motus Koszalin)                                                                                         |
| gra podwójna kobiet     | Bożena Haracz (Technik Głubczyce) Bożena Siemieniec (Technik Głubczyce) | Katarzyna Krasowska (Technik Głubczyce) Beata Syta (Motus Koszalin) | Marta Lipińska (Wilga Garwolin) Sylwia Rutkiewicz (AZS UW Warszawa) Ewa Ochman (Marcovia Marki) Iwona Szymańska (Marcovia Marki)                       |
| gra podwójna mężczyzn   | Jerzy Dołhan (Technik Głubczyce) Jacek Hankiewicz (Polonez Warszawa)    | Jacek Prędki (Stal Płock) Paweł Wasilewski (Stal Płock)             | Jacek Jagodziński (AZS UW Warszawa) Damian Pławecki (AZS UW Warszawa) Andrzej Kołodyński (AZS AGH Kraków) Grzegorz Świerczyna (AZS AGH Kraków)         |
| gra mieszana            | Jerzy Dołhan (Technik Głubczyce) Bożena Haracz (Technik Głubczyce)      | Paweł Wasilewski (Stal Płock) Elżbieta Grzybek (Polonez Warszawa)   | Damian Pławecki (AZS UW Warszawa) Sylwia Rutkiewicz (AZS UW Warszawa) Jarosław Bąk (Budowlani Strzelce Opolskie) Bożena Siemieniec (Technik Głubczyce) |